# Technikkritik
Technikkritik bezeichnet eine negative Haltung gegenüber der Verbreitung moderner Technik.
Ab welchem Zeitpunkt der Geschichte technischer „Fortschritt“ als nicht mehr positiv eingeschätzt wird, kann sich dabei stark unterscheiden. Zumindest eine gewisse Technikskepsis gegenüber den jeweils aktuellen Entwicklungen war seit jeher in fast jeder Gesellschaft üblich und ist vor allem seit der zweiten Hälfte des 20. Jahrhunderts sogar weltweit verbreitet. Kaum einer neuen Technik wird seither sofort mehrheitlich Euphorie entgegengebracht, nach einiger Gewöhnung wird ihr Nutzen dann häufig aber nicht mehr hinterfragt. So wurden in den 1980er Jahren vor allem Computer kritisiert und in den 1990er Jahren das Internet. Seit den 2000er Jahren wird der „Digital Lifestyle“ mit Smartphones und Social Media von vielen kritisch betrachtet und seit einigen Jahren zusätzlich der Einsatz von „künstlicher Intelligenz“. Viele gehen aber noch weiter und kritisieren nicht nur neuere Entwicklungen, sondern Technik im Allgemeinen, darunter auch ein Großteil der akademischen Technikphilosophie. Mit die fundamentalste Technikkritik wird hierbei vom Primitivismus ausgeübt, deren zentrales Motiv die Ablehnung aller Entwicklungen seit der industriellen Revolution ist, teilweise sogar aller Entwicklungen seit der neolithischen Revolution. Technikkritik nimmt aber auch in vielen anderen politischen Strömungen eine zentrale Stellung ein, bspw. im Neomarxismus, im Ökofeminismus und im Degrowth/Post-Development.
Häufig geht es bei Technikkritik um die Auswirkungen von Technik auf die Menschheit. Manchmal wird aber auch eine physiozentrische Position eingenommen, Technik also aus naturethischer Perspektive hinterfragt.

## Computerkritik
Computergegner, die nicht viel von den neuen Entwicklungen im Computermarkt hielten und verstanden, gibt es schon seit dem Beginn der Computertechnik. So wurde der Computermarkt noch in Anfangszeiten für einen sehr kleinen Nischenmarkt gehalten, und für viele ergaben sich noch nicht viele Anwendungsmöglichkeiten. Auch die Anwender und Befürworter wurden häufig und werden teilweise immer noch mit den negativen Vorurteilen von dem Bild eines Computerfreaks belastet. Ein Kritiker, der sich bereits früh mit den Auswirkungen und der Verantwortung von der Nutzung von Computern befasste, war Joseph Weizenbaum. Mit der ständigen Weiterentwicklung entstanden auch immer mehr Probleme und Risiken für Anwender und Organisationen, und dies führte zu immer neuen geistes- und sozialwissenschaftlichen Debatten. Folgende Gründe können zum Beispiel zu einer Ablehnung von Computern führen:
- Angst vor einer Gefährdung der Sicherheit (z. B. Datendiebstahl oder Überwachung)
- allgemeine Kritik an der Qualität oder Nutzen einzelner Software und Hardware
- Technostress und Wunsch, auch ohne die Technologien arbeiten zu können; Abhängigkeit, Computer privat und beruflich nutzen zu müssen
- digitale Risiken durch Verlust oder Missbrauch von Daten und Informationen
- Angst vor Wegfall von Arbeitsplätzen und Aufgaben durch künstliche Intelligenz und Digitalisierung
- Benutzerunfreundlichkeiten und Schwierigkeiten bei der Bedienung und dem Umgang mit Computern
- Angst vor sozialen Benachteiligungen, sozialer Isolierung und gesellschaftlichen Veränderungen
- Zweifel am ethisch richtigen Verhalten (z. B. bei Schaffung künstlicher Intelligenzen, erkennbaren Grenzen von Berechnungsfähigkeit und Determinierbarkeit von Systemen, Sammeln und Auswerten von Big-Data-Mengen usw.) und Kritik an der Ethik und Sozialverhalten in digitalen Räumen
- Veränderung der Sprache und des Kommunikationsverhalten durch Computersprachen, die Nutzung von Abkürzungen und Emoticons usw.
- Angst vor psychischen und kognitiven Folgen
- Bevorzugung von anderen Technologien
- Angst vor Abhängigkeits- und Suchtpotenzialen
- Umweltrisiken
- Kostengründe und finanzielle Risiken

## Geschichte der gesellschaftlichen Bewegung
Als Protestbewegung trat Technikfeindlichkeit bspw. bei den Maschinenstürmern (Luddismus) im 19. Jahrhundert auf.
Im 20. Jahrhundert löste die Technikskepsis in Europa den mit dem Boom der Nachkriegszeit bis etwa 1975 herrschenden euphorischen  Fortschrittsglauben ab. In Bezug auf einzelne Techniken wie bspw. Kernenergie und Gentechnik stand dabei selten nur die Technik selbst im Zielpunkt, sondern oft auch die Tatsache, dass die Technik böswillig eingesetzt werden könnte oder dass die für Planung, Installation und Überwachung riskanter Technik verantwortlichen Menschen Fehler machen können. Lange hatte auch die Umweltbewegung viele technikfeindliche Elemente, die sich jedoch seit einigen Jahren durch „sanfte Technik“, elektronisches Monitoring von Gefahren, erneuerbare Energien und Entwicklungen in der Biologie (z. B. Abfallbeseitigung durch Bakterien) in eine positivere Sicht wandelten.
Im Zuge der Interneteuphorie der 1990er Jahre war die Technikskepsis, die sich noch in den 1980er Jahren (z. B. im Kontext der geplanten Volkszählung) besonders an Computern festmachte, in Deutschland aus der öffentlichen Wahrnehmung weitgehend verschwunden. Sie wird jedoch seit Anfang des 21. Jahrhunderts verstärkt genährt durch die Sorge um die gewachsenen Möglichkeiten technischer Überwachung, Manipulation, die Klimafolgen des technischen Handelns sowie die Auswirkungen digitaler Medien auf die psychische Gesundheit.

## Prominente Vertreter
Prominente Vertreter der Technikkritik sind u. a. Friedrich Georg Jünger, Günther Anders, Jacques Ellul, und Lewis Mumford. In einem weiteren Sinn kann man auch Teile des Werks von Martin Heidegger und der Frankfurter Schule sowie die kritische Technikgeschichte (David F. Noble) der Technikkritik zurechnen. 1994/1995 erlangten die technikkritischen Thesen von Theodore Kaczynski durch dessen Einsatz von Gewalt große Bekanntheit. Ein weiterer „Neo-Luddist“ ist z. B. Alain Finkielkraut mit seiner Kritik an Internet und weltweitem Tourismus.

### Friedrich Georg Jünger
1946 veröffentlichte Friedrich Georg Jünger seinen technikkritischen Essay Die Perfektion der Technik. Jünger zufolge sind mit der Technisierung mehrere Illusionen verbunden: Die Illusion, dass durch die Technik dem Menschen Arbeit abgenommen wird und er dadurch an freier Zeit gewinnt und die Illusion, dass die Technik Reichtum schafft.